# Downtown Phoenix

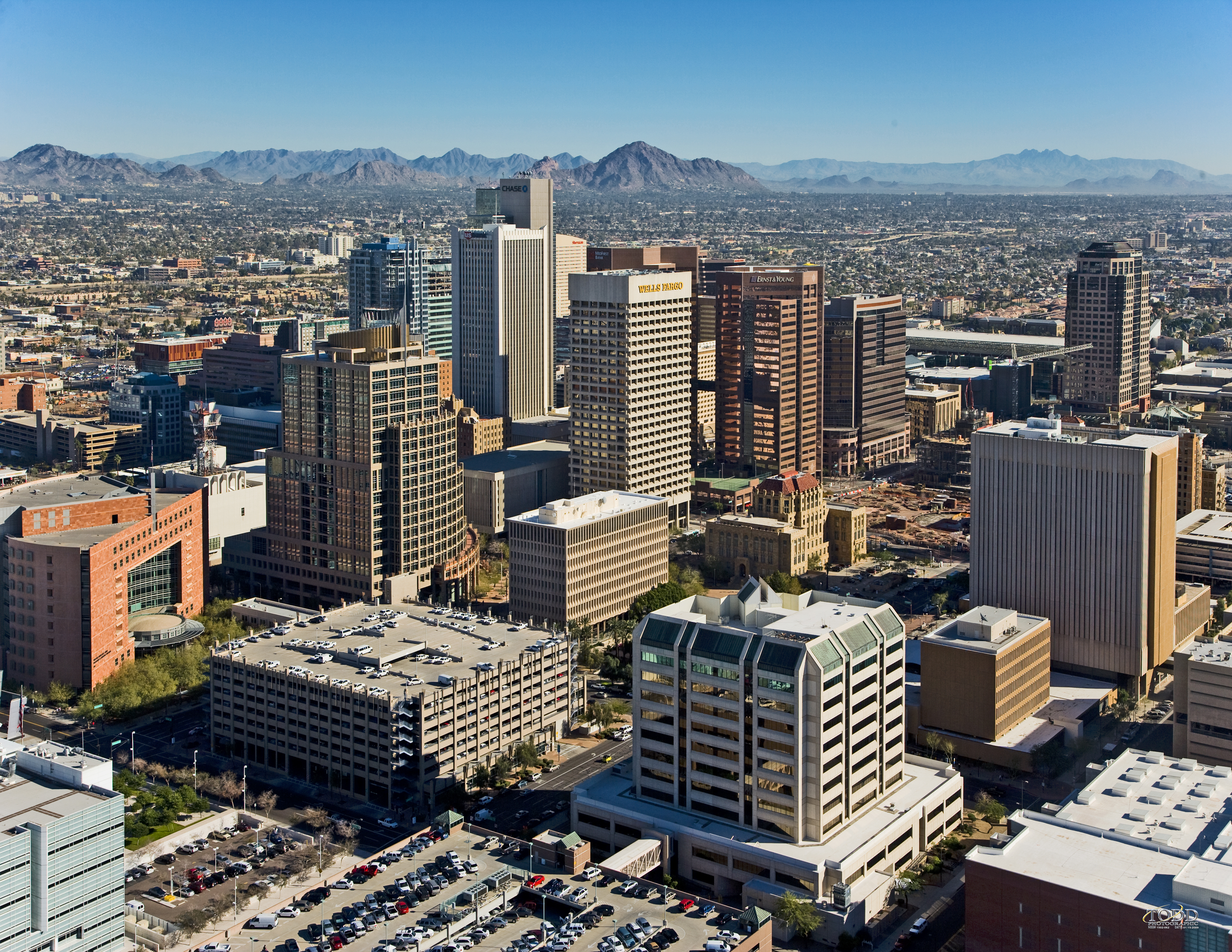
Downtown Phoenix.

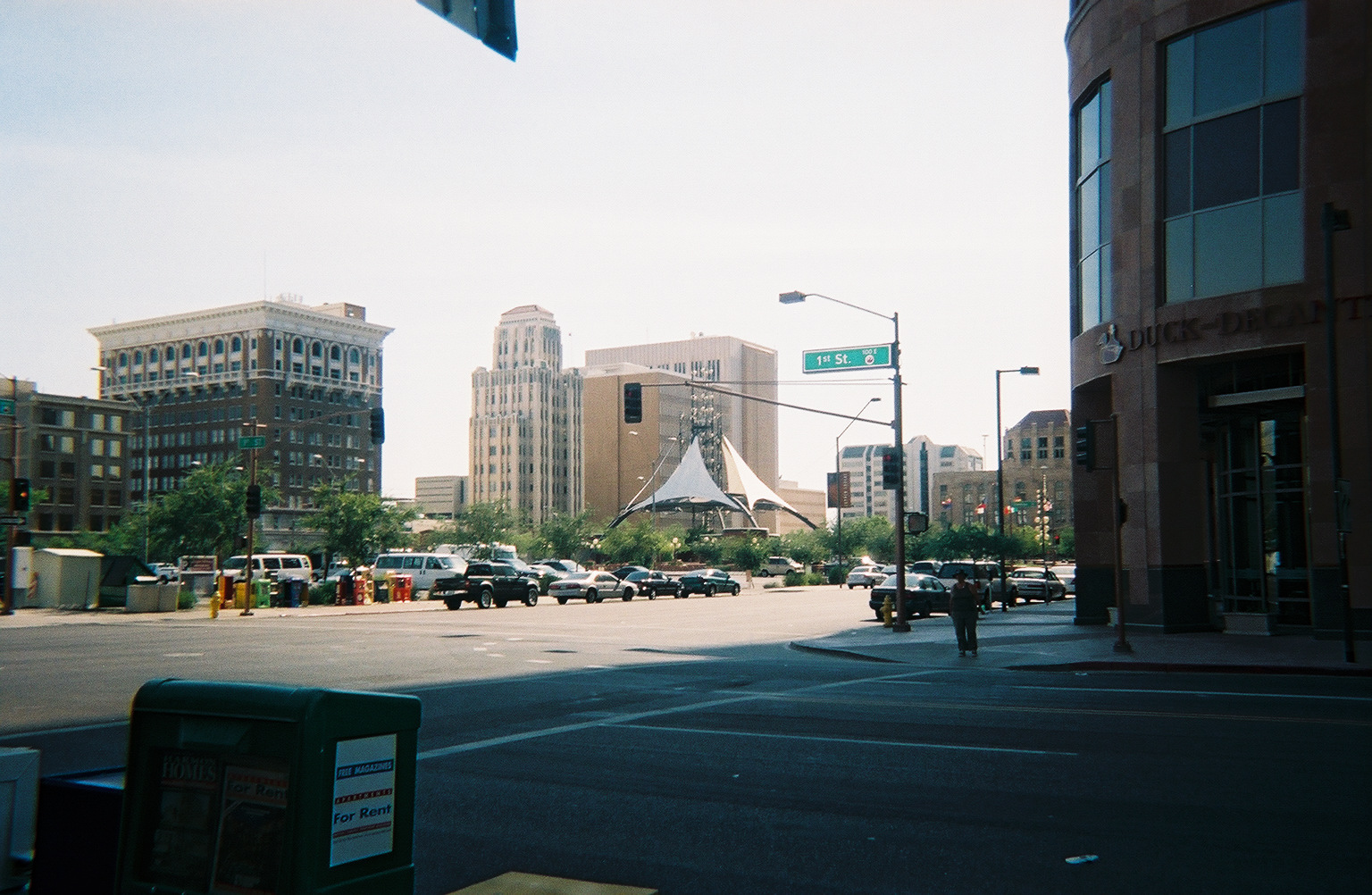
Downtown Phoenix, AZ.

Downtown Phoenix est le quartier des affaires (Central business district) de la ville de Phoenix, dans l'État de l'Arizona aux États-Unis. 
Il est situé près du centre géographique de la zone métropolitaine de Phoenix dans la Vallée du Soleil (Valley of the Sun). Phoenix, étant le siège du comté de Maricopa et la capitale de l'Arizona, est le centre de la politique, la justice et le gouvernement au niveau local, étatique et fédéral. 

## Description
Le centre-ville de Phoenix est un centre majeur de l'emploi pour la région, avec de nombreux financiers, juridiques, et d'autres sociétés nationales et internationales logés dans une variété de gratte-ciel. Les arts majeurs et les institutions culturelles sont importantes dans la région. Downtown est un centre de sports des ligues majeures des activités, événements de concerts en direct, et est un centre important de la banque et la finance dans l'Arizona. Il est le centre de la direction régionale de plusieurs grandes banques, y compris JPMorgan Chase, Wells Fargo, U.S. Bancorp, Bank of America, Compass Bank et la Banque Midfirst sont tous situés à l'intérieur de Downtown.

## Situation
La ville de Phoenix définit Downtown comme la zone comprise entre la 7th Street et 7th Avenue, à partir du chemin McDowell sur le nord et Buckeye Road sur le sud. Toutefois, la majorité du développement du centre-ville est concentrée dans la petite zone environnante de l'intersection de Washington St et Central Ave. Downtown est l'un des quelques districts d'affaires principales de la ville, d'autres comprennent Midtown Phoenix au nord, et le district de Biltmore environ 7 kilomètres au nord-est du centre-ville.